# Панарелло, Мелисса
Мелисса Панарелло (итал. Melissa Panarello; род. 3 декабря 1985, Катания, Сицилия) — итальянская писательница, больше известная под псевдонимом Мелисса П. (итал. Melissa P.).

## Биография
Родилась в городе Катания на острове Сицилия. Старшая из двух дочерей. Её отец владелец обувного магазина, а мать владеет магазином одежды.

## Творчество
Мелисса стала известна, когда в 2003 году вышла в свет автобиографическая книга «Расчеши волосы сто раз перед сном» (в русском переводе — «Сто прикосновений»). По этой книге был поставлен фильм «Дневник Мелиссы». В своей следующей книге «Аромат твоего дыхания» (2008) Мелисса вновь пишет о самой себе. 
В 2011 году опубликовала свою шестую книгу In Italia si chiama amore и в сотрудничестве с уличным художником и иллюстратором Аличе Паскуини создает графический роман Vertigine.